# ادریان مورل
ادریان مورل (انگلیسی: Adrian Murrell؛ زادهٔ ۱۶ اکتبر ۱۹۷۰) یک ورزشکار است.